# Bolívar (provins i Bolivia)

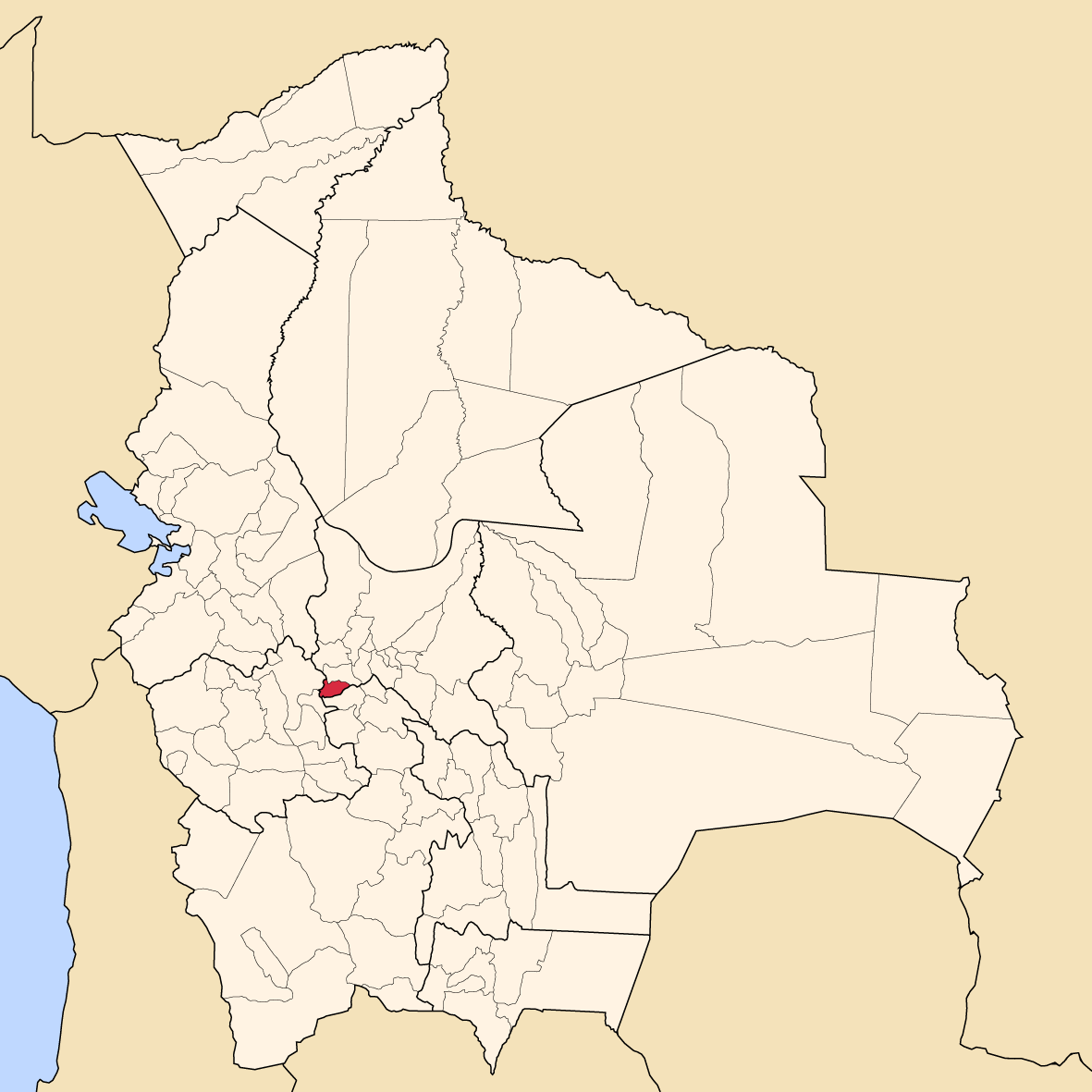
Provinsens läge i Bolivia

Bolívar är en provins i departementet Cochabamba i Bolivia. Den administrativa huvudorten är Bolívar.